# Белогруд, Андрей Евгеньевич
Андрей Евгеньевич Белогруд (1875, Житомир — 19 июля 1933, Гатчина) — русский и советский архитектор, мастер петербургского модерна, создатель «Дома с башнями» на Петроградской стороне. Преподаватель ВХУТЕМАС — ВХУТЕИН в Петрограде — Ленинграде (в 1922—1928), член правления Общества архитекторов-художников и позже Ленинградского союза советских архитекторов.

## Биография
Родился в Житомире, гимназический курс проходил в Киеве, затем учился в Псковском землемерном училище. По совету псковского городского архитектора Ф. П. Нестурха поступил на архитектурный факультет Высшего художественного училища при Императорской Академии художеств (1901—1910), где учился в мастерской Леонтия Бенуа (1901—1910). Получил звание художника за проект Государственной Думы (23.05.1910).
Архитектурный путь Белогруда условно можно разделить на два периода. Первый, с 1910 по 1913 год, характеризуется сильным увлечением ампиром. За эти годы Белогруд создал не менее 20 проектов, в их числе самые знаменитые его творения — доходный дом Розенштейна и доходный дом Е. И. Гонцкевича.
Преподавал в различных институтах: в Женском Политехническом (1912—1925), политехническом (1926—1930), в академии, где был ректором и деканом архитектурного факультета.
С февраля 1931 года работал над проектом социалистической реконструкции Сталинграда.
В свободное время писал акварели.
Скончался в Гатчине (в описанный период — Красногвардейске); похоронен в Ленинграде — Петербурге на кладбище Новодевичьего монастыря (Средняя часть, между дор. 1 и 2, уч. 17).

## Проекты

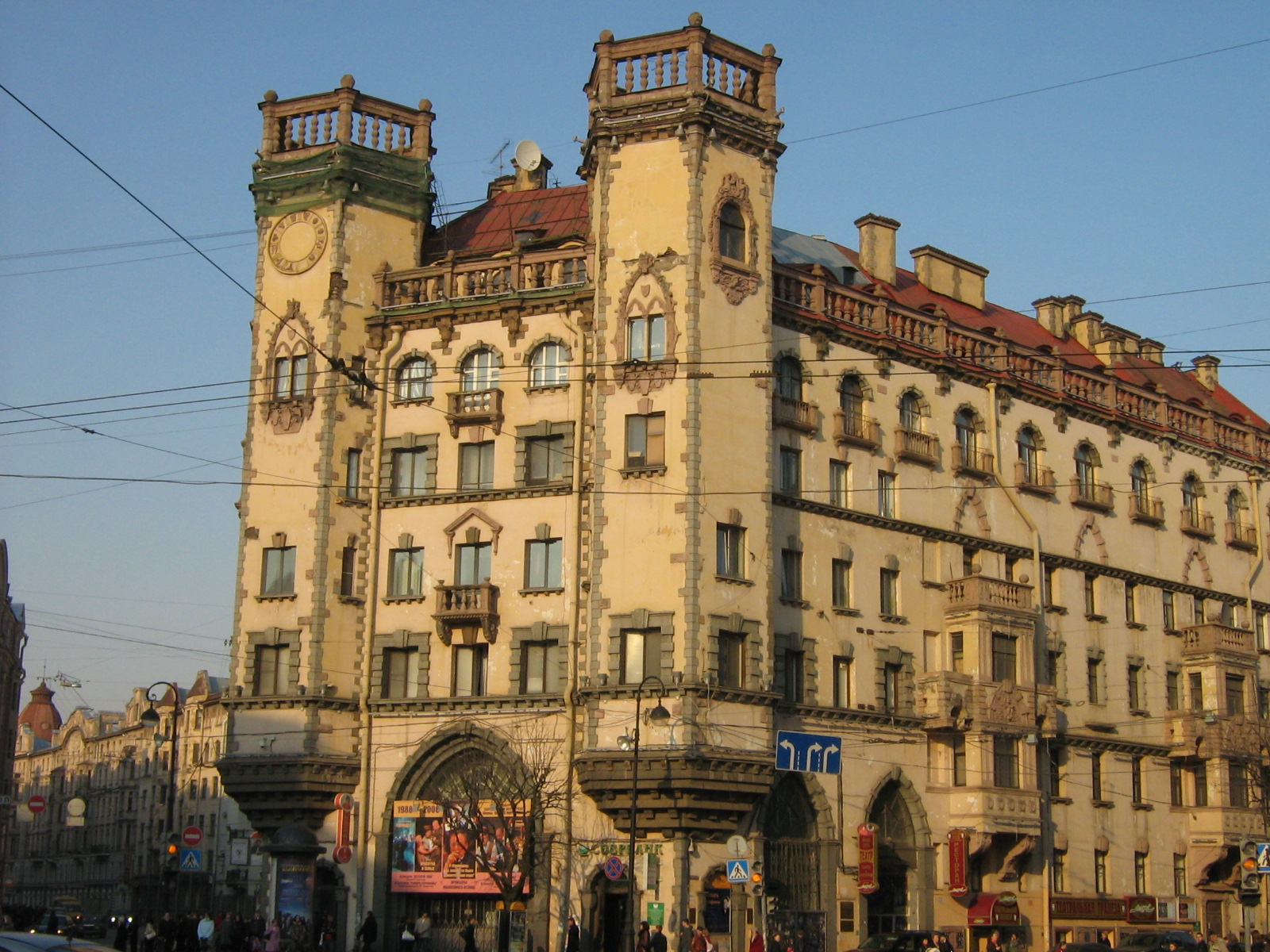
Дом с башнями в Санкт-Петербурге

- Каменноостровский проспект, д. № 42 — «Спортинг-палас» А. И. Башкирова. 1910. Совместно с С. Г. Гингером при участии А. Ф. Сысоева. Часть, обращённая к улице не сохранилась, остальное при перестройке ? года было включено в существующее здание.
- Большой проспект Петроградской стороны, д. № 77 — доходный дом К. И. Розенштейна. 1912—1913. Совместно с К. И. Розенштейном. Является единственным в карьере Белогруда примером использования палладианских мотивов[9].
- Большой проспект Петроградской стороны, д. № 102 — доходный дом Е. И. Гонцкевича. Начат самим Е. И. Гонцкевичем, при участии С. Ю. Красовского в 1912 году, завершён А. Е. Белогрудом в 1914 году[10].
- Большой проспект Петроградской стороны, д. № 75/Каменноостровский проспект, д. № 35/улица Льва Толстого — доходный дом К. И. Розенштейна. Это знаменитый Дом с башнями, играющий важную роль в ансамбле площади Льва Толстого. Начат самим К. И. Розенштейном в 1913 году, завершён А. Е. Белогрудом в 1915 году. Включён существовавший дом.
- Собственная дача архитектора в Гатчине.
- Постройки в усадьбах в Малороссии.